# Крепость Кёнигштайн
Крепость Кёнигштайн (нем. Festung Königstein) — горная крепость в центре Саксонской Швейцарии на высоте 360 м над уровнем моря, недалеко от Дрездена, на одноимённой горе на левом берегу Эльбы, рядом с городом, также носящим название Кёнигштайн.
Скалистое плато площадью 9,5 гектаров поднимается на 240 м над Эльбой. В центре крепости находится самый глубокий колодец Саксонии и второй по глубине Европы (152,5 м).

## История

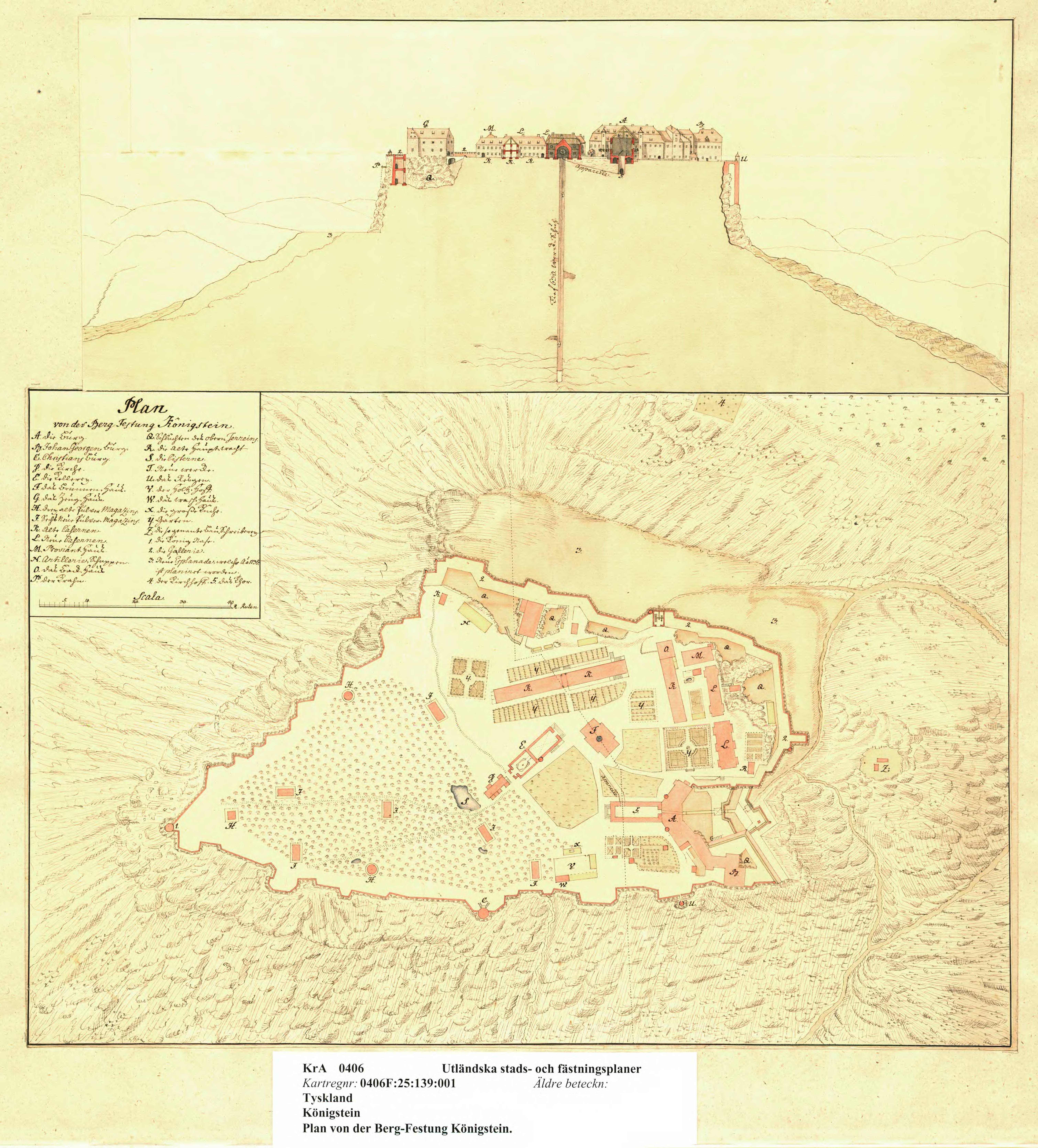
План расположения фортов и сооружений крепости Кёнигштайн (схема выполнена около 1690 года)

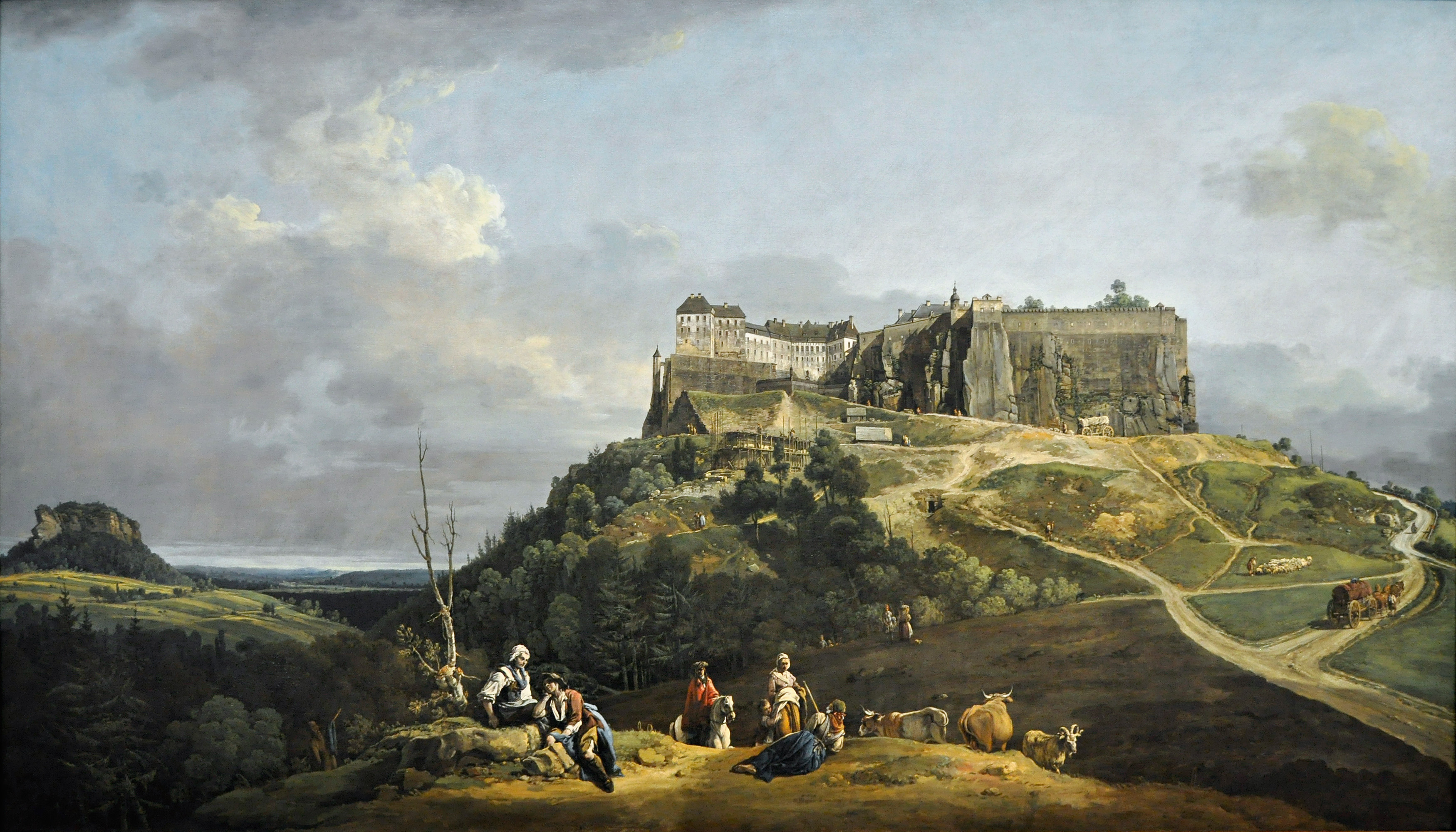
«Крепость Кёнигштайн». С картины художника Бернардо Беллото (1721—1780), 1756—1758. Национальная галерея искусства, Вашингтон, США

Первое письменное упоминание крепости на горе Кёнигштайн обнаружено в грамоте чешского короля Вацлава I (1233), в которой назван в качестве свидетеля «бургграф Гебхард фом Штайн». Средневековая крепость относилась к Чешскому королевству. Полное название Кёнигштайн впервые возникает в «Верхнелужицкой граничной грамоте» 1241 года, на которую Вацлав I поставил печать «in lapide regis» (с лат. — «на камне короля»). По поручению короля крепость была расширена, так как он понял важное стратегическое значение крепости над рекой Эльбой, по которой развивалась торговля.
В 1408 году это стратегически значимое сооружение захватил майсенский маркграф. 25 апреля 1459 года Эгерским договором была окончательно определена саксонско-чешская граница и этим переход крепости в маркграфство Мейсен.
Герцог Георг Бородатый, решительный противник реформации, создал в 1516 году целестинский монастырь на Кёнигштайне, но монастырь просуществовал лишь до 1524 года — после смерти герцога Саксония стала протестантской.
Начиная с 1589 года Кёнигштайн систематически перестраивался в неприступную крепость. Строительство заняло более двух столетий. Крепость считается самым дорогостоящим проектом курфюршерской Саксонии. К наиболее важным постройкам крепости относятся: Георгенбург (1619); «колодезный домик» — колодец с навесом (глубина 152,5 м, ширина 3,5 м, высота водного столба 9 м). Колодец был прорублен фрайбергскими горняками (1563—1569). Навес возвели полтора столетия спустя (1715) по проекту Маттеуса Пёппельмана. Колодец снабжал крепость водой до 1967 года. В замке Магделененбург с погребами, вырубленными в скале (1591), находилась винная бочка гигантских размеров — 250 тыс. литров.
В начале XVIII века алхимик Бёттгер, заключённый в Кёнигштайнской крепости под надзором Э. В. фон Чирнгауза, первым в Европе смог получить фарфор. Это положило начало производству знаменитого мейсенского фарфора.
Крепость Кёнигштайн посещал Российский император Пётр I.
Во время Дрезденского восстания 1849 года крепость послужила убежищем для саксонской королевской семьи. После подавления восстания здесь содержались арестованные революционеры, в том числе анархист Михаил Бакунин, приговорённый саксонским судом к смертной казни.
В годы Первой мировой войны в крепости содержались пленные русские офицеры и генералы.
Во время Второй мировой войны в замке также содержались военнопленные. Как лагерь военнопленных замок имел обозначение Oflag IV-B Koenigstein. С 1939 года там находились генералы и офицеры Польской армии. После поражения Франции в 1940 году большинство поляков были переведены в другие лагеря военнопленных, а в Кёнигштайн помещены французские офицеры и генералы. В 1942 году французскому генералу Анри Жиро удалось успешно бежать из замка.
В день окончания войны 9 мая 1945 года военнопленные были освобождены силами 26-го гвардейского воздушно-десантного полка 9-й гвардейской воздушно-десантной дивизии 5-й гвардейской армии, под командованием гвардии подполковника Н. Г. Штыкова.
Во время Второй мировой войны в замке были спрятаны картины Дрезденской галереи.
С 1955 года крепость была открыта для публики как музей под открытым небом. В настоящее время замок является популярным туристическим местом. В нём оборудована военно-историческая музейная экспозиция, имеются ресторан и магазин сувениров.

## Виды крепости и её сооружений

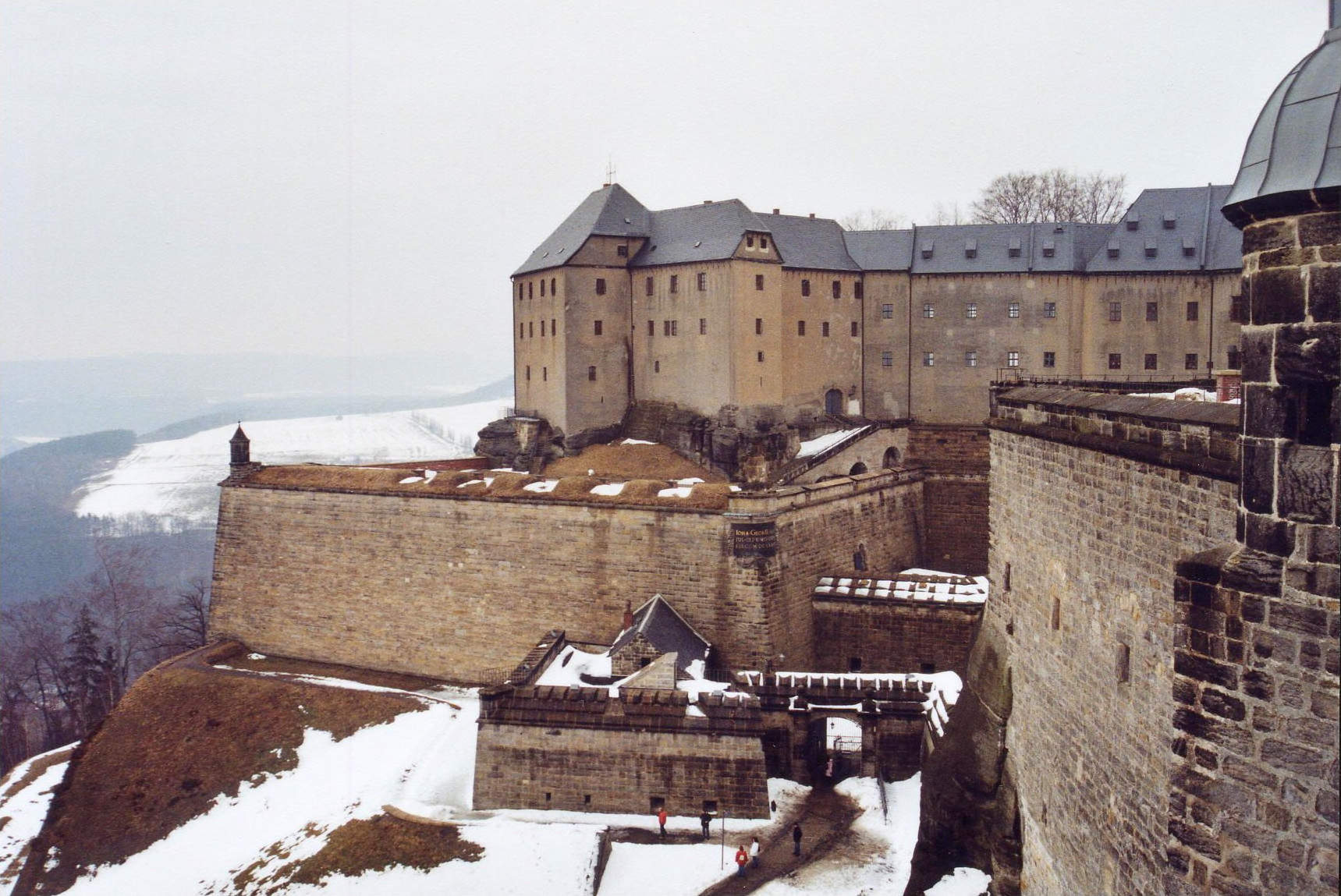
Замок св. Георгия в составе крепости
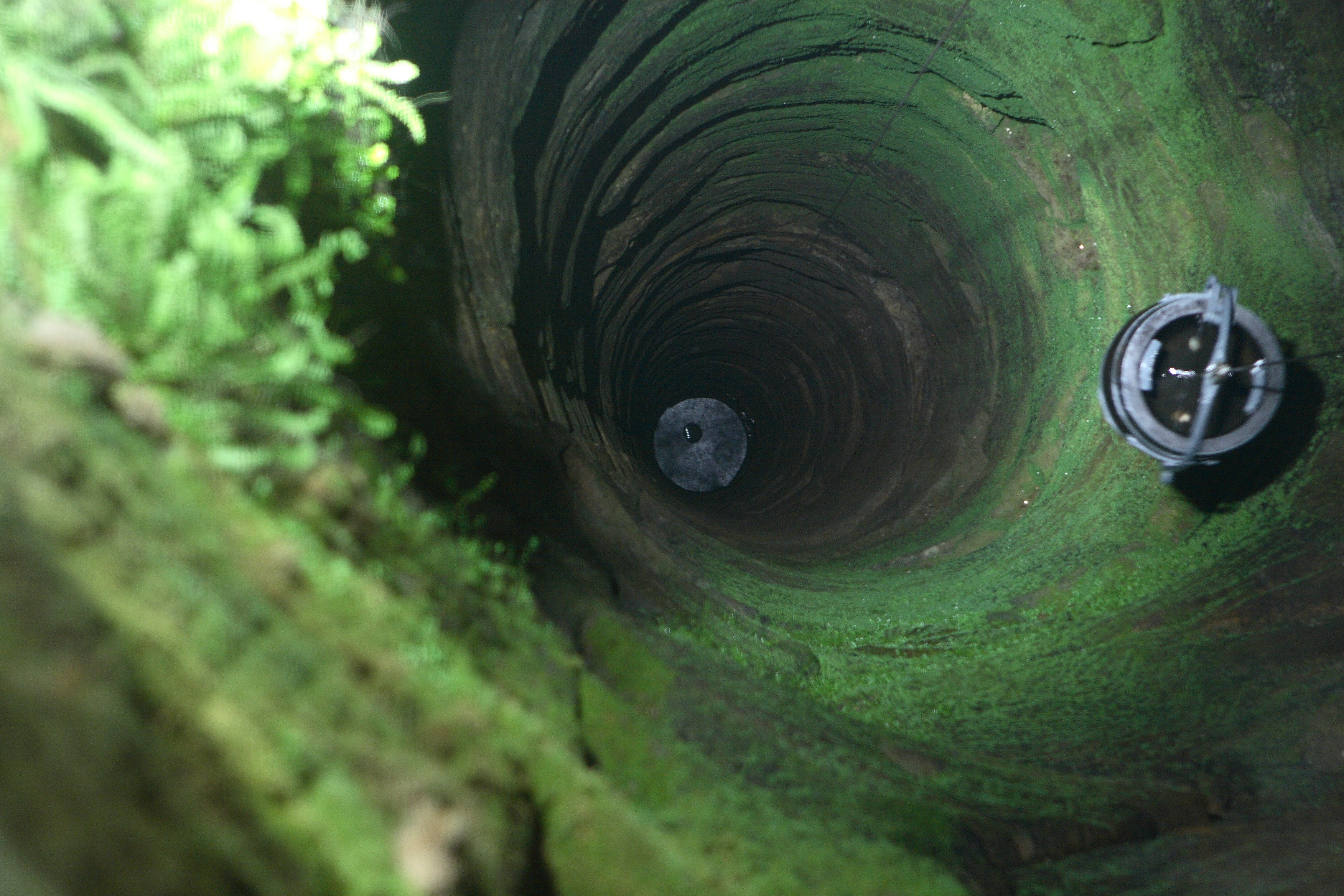
Колодец крепости Кёнигштайн
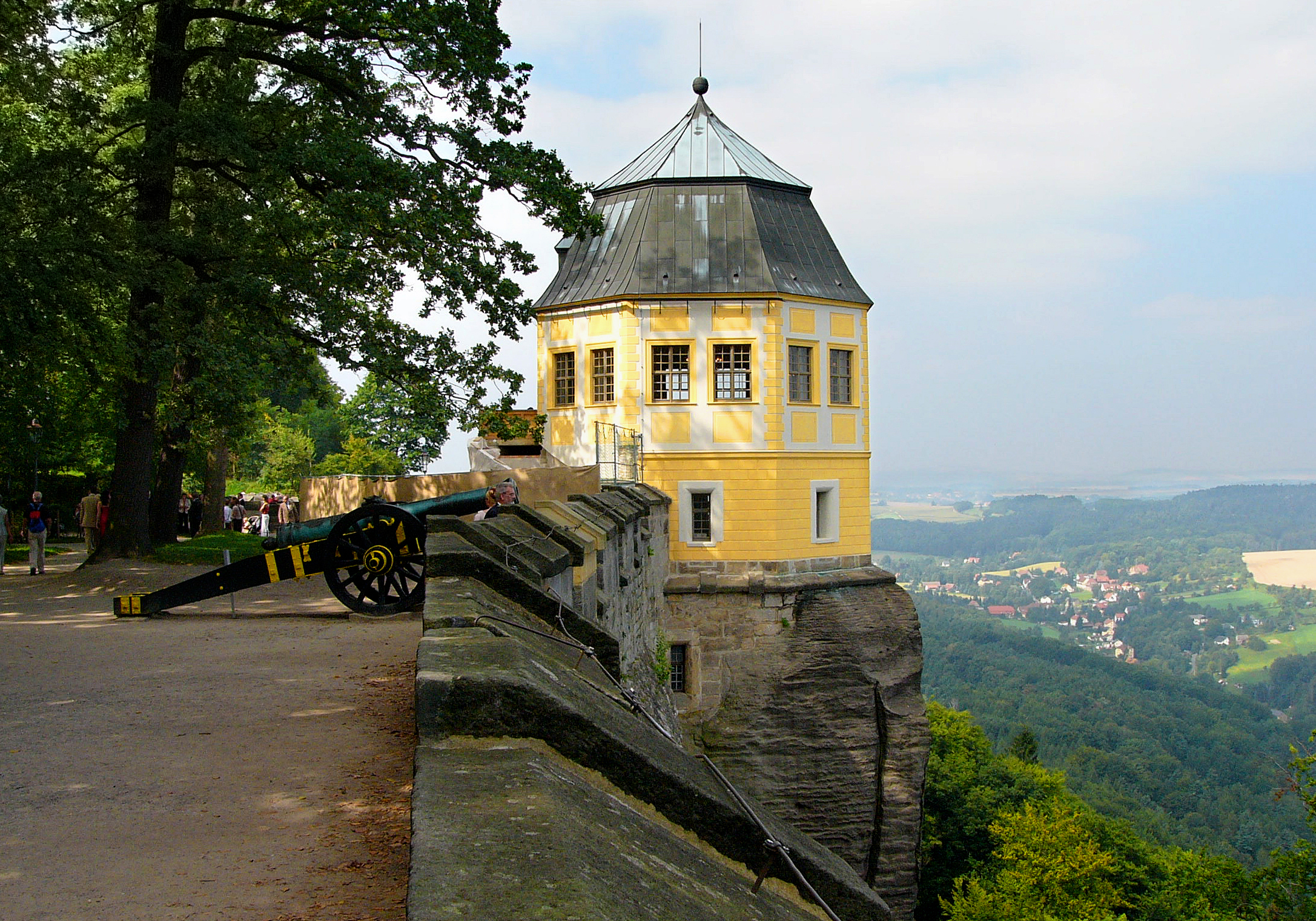
Вид на одну из башен крепости
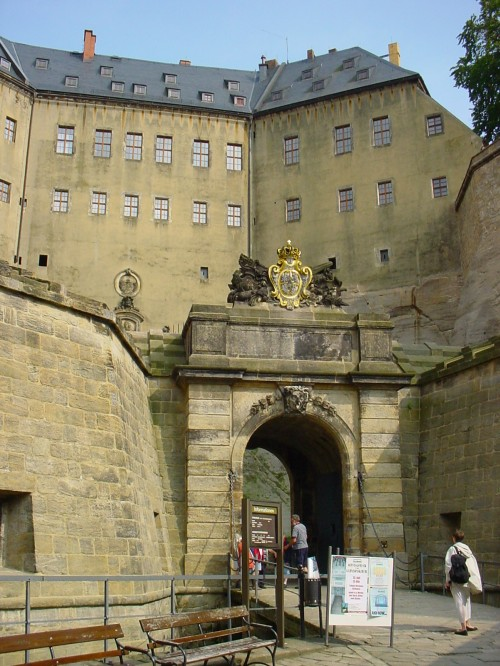
Крепостные ворота
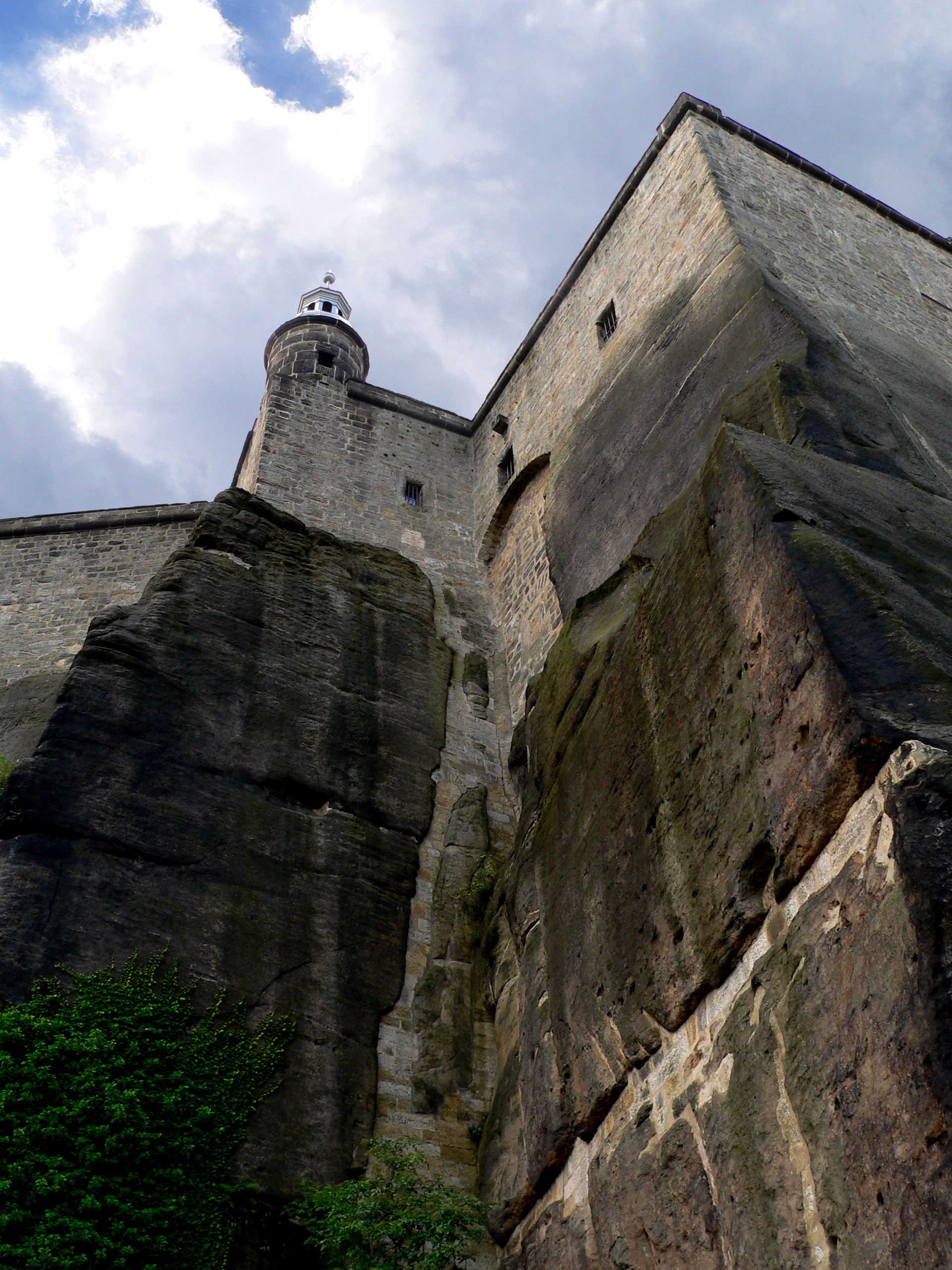
Северная сторона крепостной стены
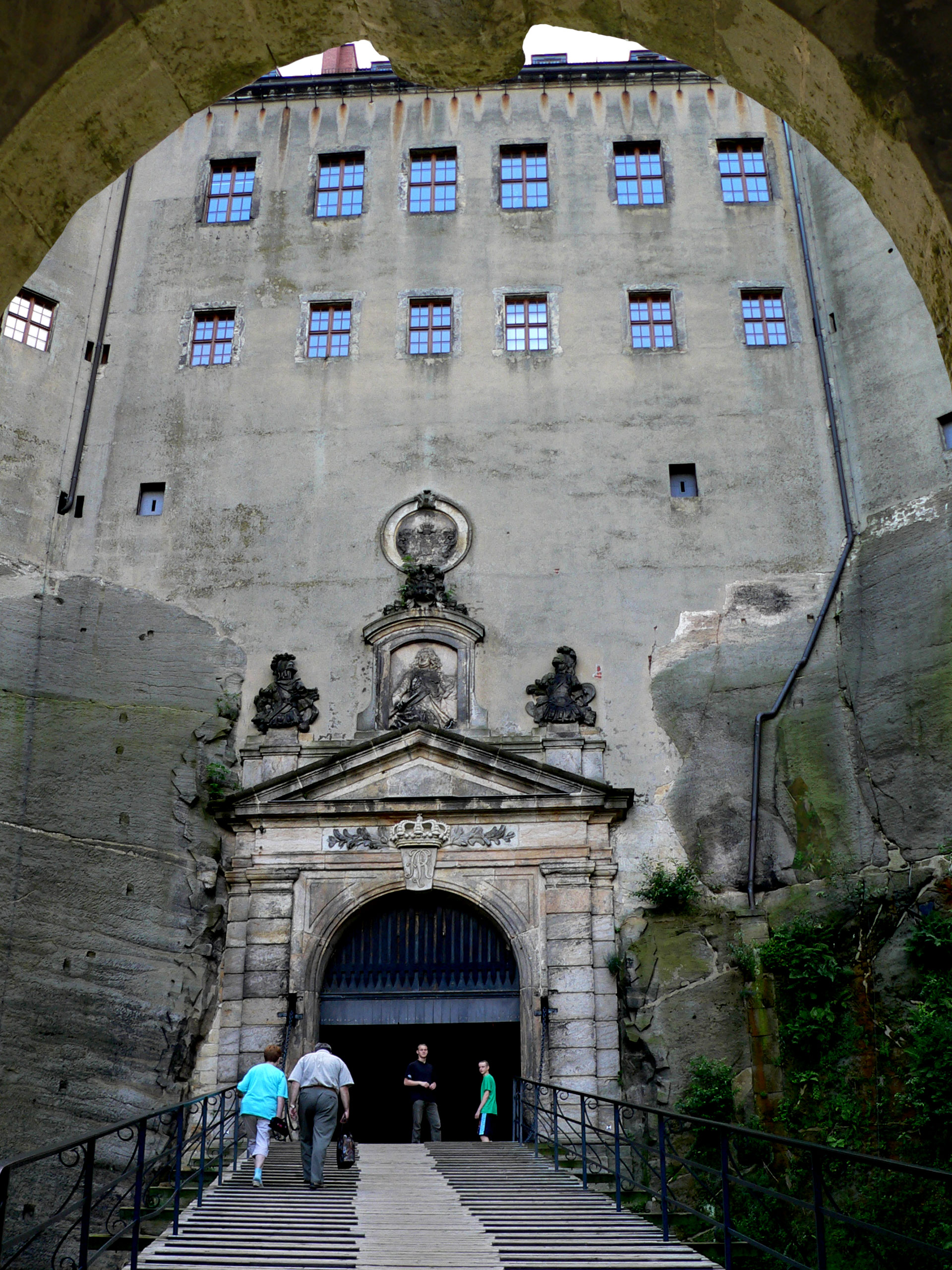
Вход в крепость
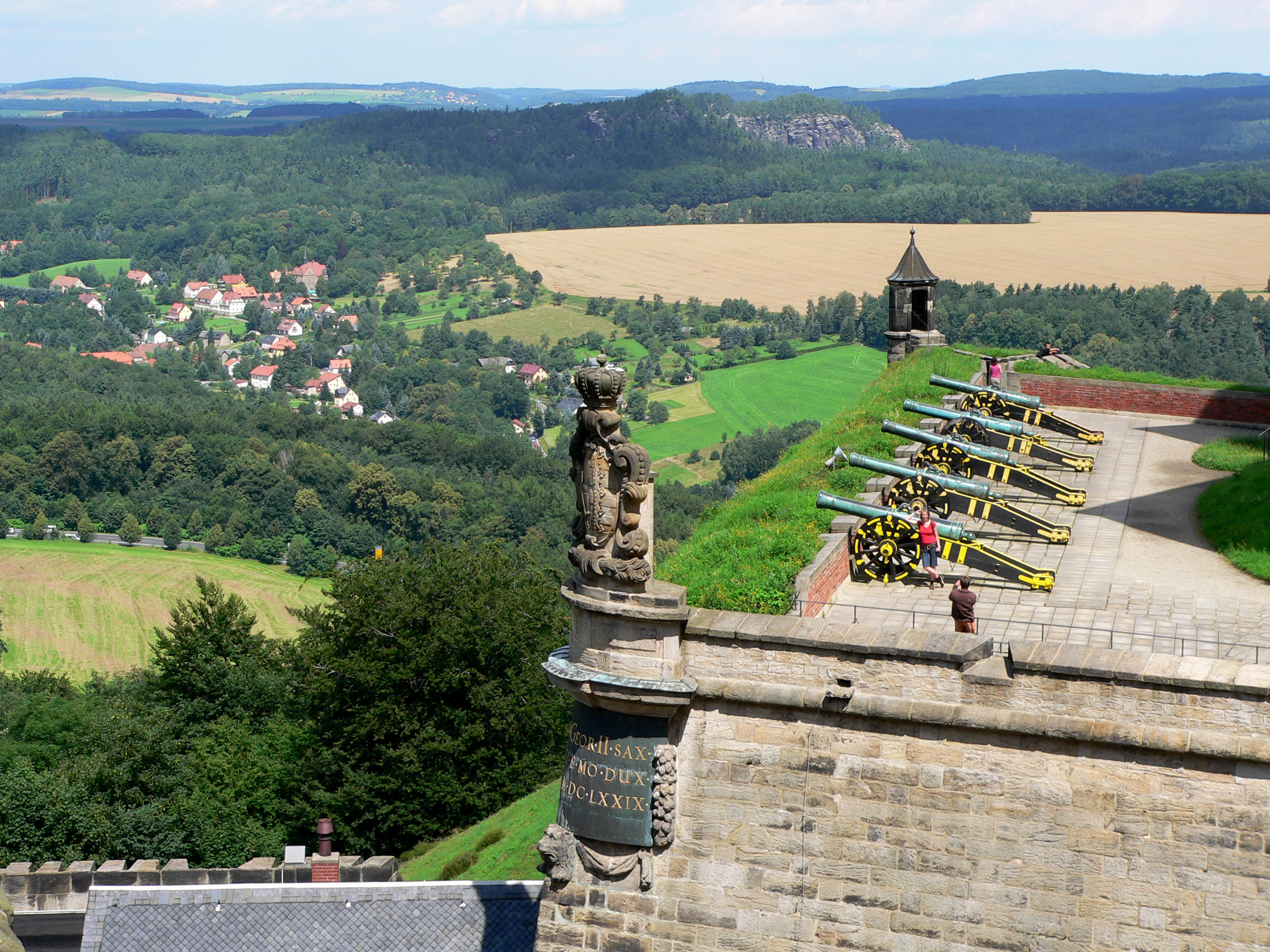
Вид на Георгиевскую батарею с северной крепостной стены
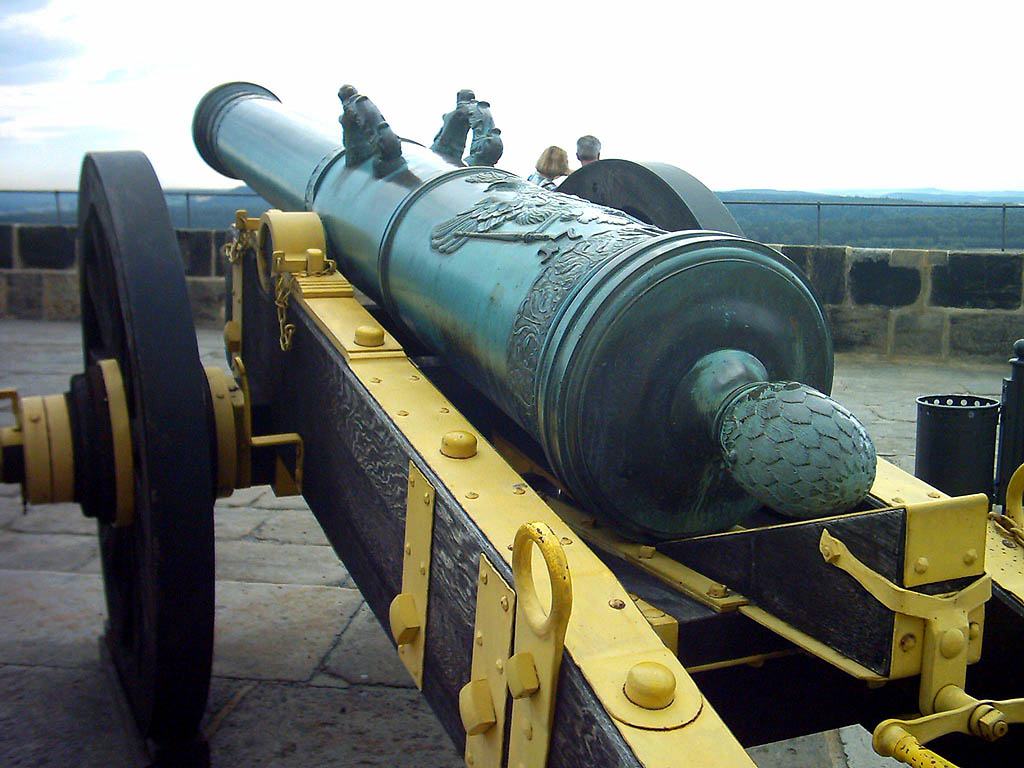
Картаун (осадное орудие) на крепостном лафете
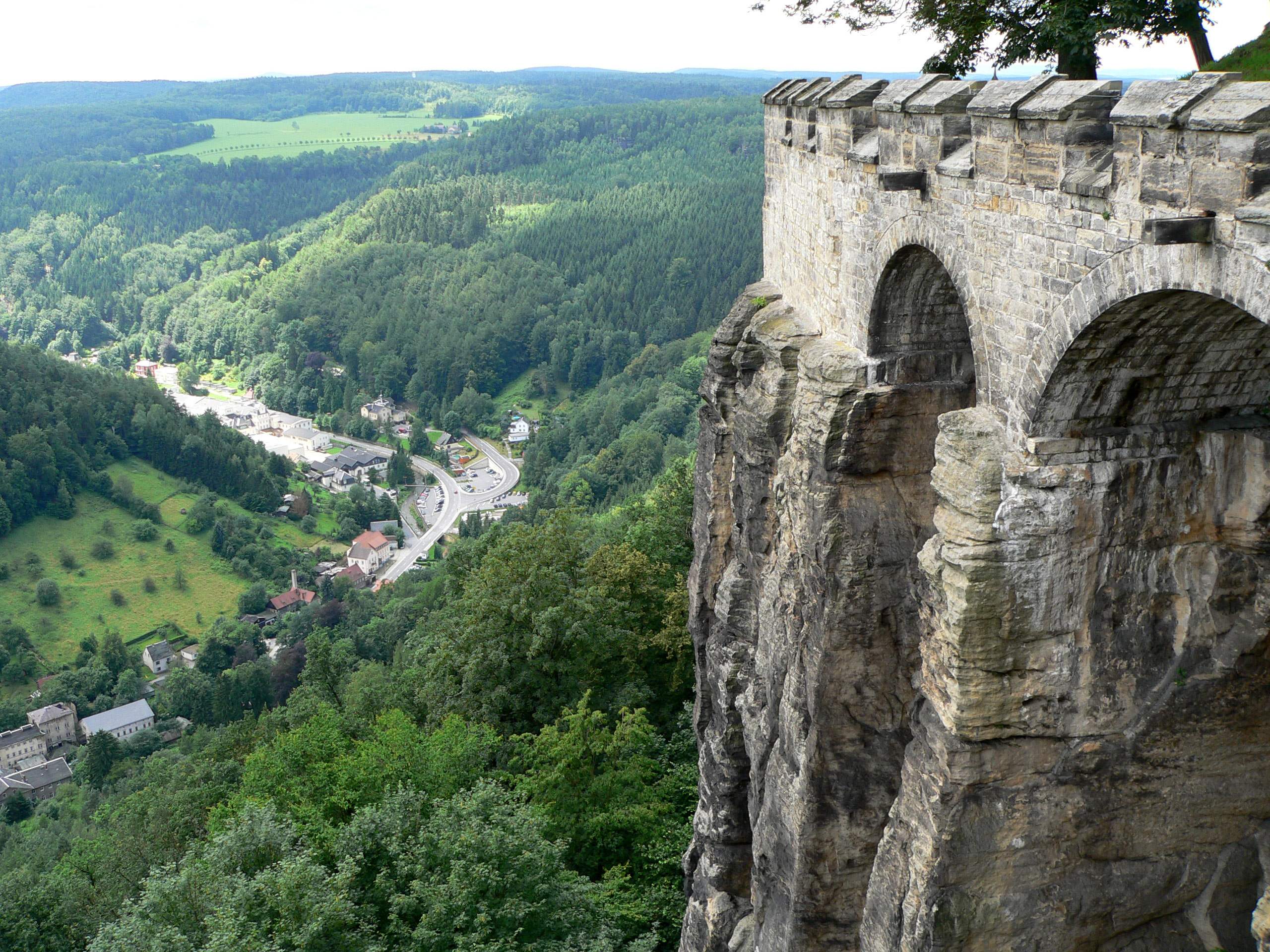
Южная сторона крепостной стены
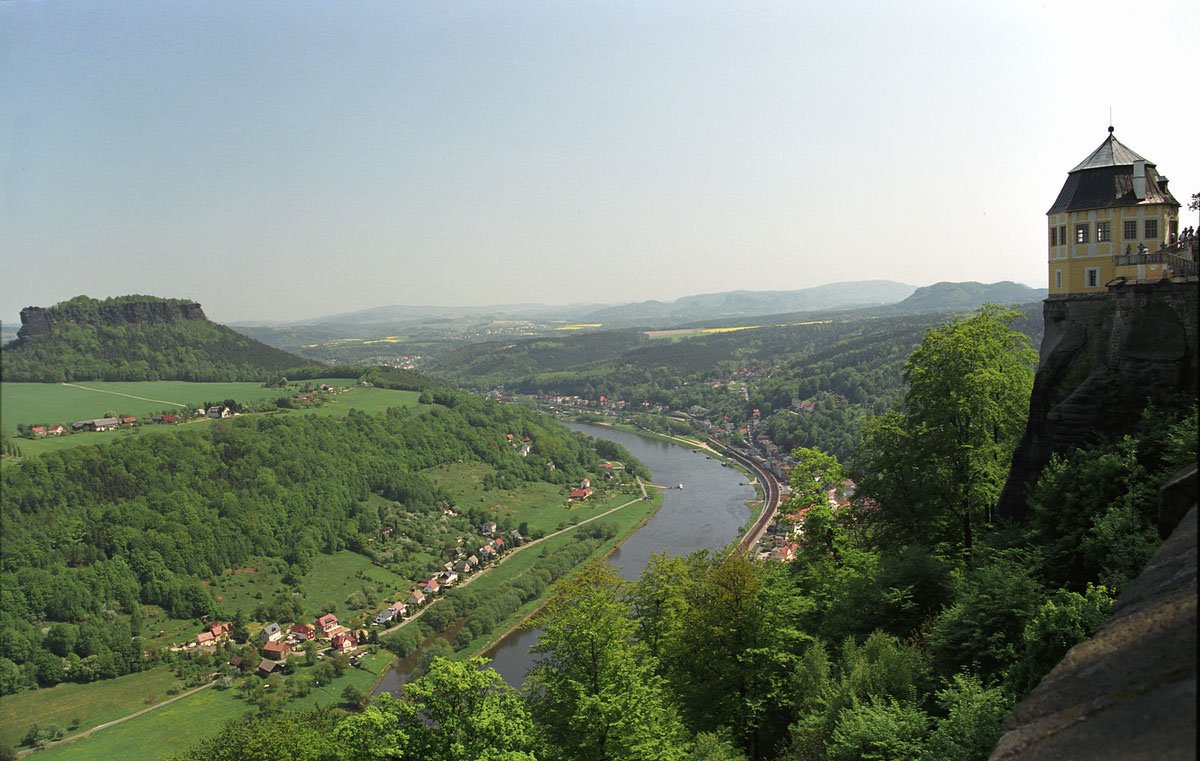
Вид с крепости на Эльбу и гору Лилиенштайн